# کارن مالینا وایت
کارن مالینا وایت (انگلیسی: Karen Malina White؛ زادهٔ ۷ ژوئیهٔ ۱۹۶۵) یک هنرپیشه اهل ایالات متحده آمریکا است.